# 스테파니 파라시
스테퍼니 패러시(Stephanie Faracy, 1952년 1월 1일 ~ )는 미국의 배우이다.
브루클린에서 태어났다.

## 출연 작품
- 마이크와 데이브는 데이트 상대가 필요해 (2016년)
- 스턱 (2012년) - 스텔라 역
- 템플 그랜딘 (2010년)
- 컴 백 록스타 (2010년)
- 플라이트플랜 (2005년) - 안나 역
- 사이드웨이 (2004년)
- 서바이빙 크리스마스 (2004년) - 레티티아 뱅라이더 역
- 더 조니 크로니클즈 (2002년)
- 꿈을 찾아서 (1996년)
- 호커스 포커스 (1993년) - 제니 데니슨 역
- 마지막 경고 (1993년)
- 신부 행진곡 (1989년) - 베스 역
- 신들의 풍차 (1988년)
- 야외 소동 (1988년)
- 데이트 소동 (1987년) - 수지 데이비스 역

### 텔레비전
- Out of Practice (2005년)
- 가시나무 새 (1983년)
- 호텔 - 시리즈 (1983년)
- 디비어스 메이드 시즌4